# Alberto Piris Laespada
Alberto Piris Laespada (Bilbao, 1932) es un militar español. Desde 1989 es General de Brigada de Artillería en la reserva.

## Carrera militar
Alberto Piris Laespada nació en Bilbao el 1 de noviembre de 1932. En 1946 ingresó en el ejército y en 1954 se graduó como Teniente de Artillería con el número uno de su promoción, la IX de la Academia General Militar.

## Compromiso político y ciudadano

### UMD
Simpatizó con la Unión Militar Democrática (UMD), de la que no llegó nunca a ser miembro activo. Fue defensor del capitán Fermín Ibarra durante la causa contra nueve oficiales de la UMD (1975-76). 
En 1981 los golpistas del 23-F incluyeron su nombre en una lista de militares indeseables que había que neutralizar.

### Pacifista
En 1984, siendo aún militar en activo, se unió al Centro de Investigaciones de la Paz. A partir de 1989, centró sus actividades en su labor como analista del Centro, hasta que éste desapareció en 2006.

### Política
Fue miembro de la candidatura del PSOE por Madrid en las elecciones municipales de 1999.

## Obra escrita
Prolífico escritor, especializado en análisis militar y de seguridad. Tiene una columna en el periódico digital Republica.com.